# Hey和
「Hey和」（ヘイわ）は、ゆずの通算33枚目のシングル。2011年1月19日にセーニャ・アンド・カンパニーから発売された。

## 概要
約1カ月半ぶりの「from」に続く2011年1枚目のシングル。アルバム『2-NI-』の先行シングル。
特典として、『Premium Live Event 「Hey和」』抽選応募券が封入されている（初回生産分のみ）。
オリコンチャートにおける初動は前作「from」を大きく下回った。

## 収録曲
1. Hey和 (5:25)
(作詞・作曲：北川悠仁 / Produced by 蔦谷好位置 & ゆず)
  - 日本赤十字社「はたちの献血」キャンペーンソング。
  - 優しく壮大な楽曲のイメージに合わせ、クラシックコンサートホール（横浜にある「みなとみらいホール」）を借り切りパイプオルガン+総勢32名によるコーラスでのレコーディングを敢行[2]。 地元出身のゆずが使うという事でホール使用料を「かなりお安くして頂いた」らしい。
  - FURUSATOツアー後の2010年3月頃から北川がセネガルを訪れそこでDiam Rekk（「平和さえあればいいじゃない」と言った意味のあいさつ）という言葉に出会い「平和」をテーマに作り始めた曲、戦争体験者などからの取材を参考にした。
  - メンバー曰く「ワンダフルワールドのアンサーソング的な曲」とのこと[3]。
2. 心伝う話 (1:59)
(作詞・作曲：岩沢厚治 / 編曲：寺岡呼人 & ゆず)
  - 前からあった曲でWONDERFUL WORLDの頃にプリプロを行った。そのため「黄昏散歩」で使われているハカランダがこの曲でも使われている。

## 演奏
Hey和
- 北川悠仁：Vocal, Acoustic Guitar, Tambourine
- 岩沢厚治：Vocal, Acoustic Guitar, Harp
- 蔦谷好位置：Programming, All Other Instruments
- 東京混声合唱団、東京大学柏葉会合唱団：Chorus

心伝う話
- 北川悠仁：Vocal, Acoustic Guitar, Tambourine, Guiro, Kazoo
- 岩沢厚治：Vocal, Acoustic Guitar, Harp, Jacaranda, Kazoo

## Hey和(Live ver.)
「Hey和(Live ver.)」（ヘイわ・ライブバージョン）は、ゆずの配信限定シングル。2011年4月13日ごろにセーニャ・アンド・カンパニーから配信された。

### 概要
東北地方太平洋沖地震とそれに伴う東日本大震災や、福島第一原子力発電所事故の発生を受け、電力需要も考慮して内容が大幅に変更されたYUZU ARENA TOUR 2011 「2-NI- × FUTARI」の初日である4月2日のマリンメッセ福岡での『Hey和』のライブテイクをレコチョク、iTunes Store、ゆずMobileにて配信。売上金はツアー会場、通販にて販売された「Hey和 LED ライト」の売上金とともに義援金として日本赤十字社に寄付された。後にこのライブ映像もYouTube等で配信された。なお、現在は楽曲、動画ともに配信は終了。
配信開始についてはレコチョクでの配信開始当日である4月13日に発表されているが、iTunes、ゆずMobileではその時点ですでに配信されていた。

### 収録曲
1. Hey和(Live ver.)　
  - 作詞・作曲：北川悠仁